# نیروگاه زنبق یزد
نیروگاه گازی شهید زنبق یزد (در ورودی شهر یزد، روبروی امام زاده سید محمد جعفر، تأسیس ۱۳۵۵)، یکی از نیروگاه‌های ایران از نوع گازی با ظرفیت تولید ۱۰۰ مگاوات است که شامل ۴ واحد گازی ۲۵٫۲۴ مگاواتی مدل GE-F5 در زمینی به مساحت ۵ هزار مترمربع (نیم هکتار) است.
سوخت واحدها گاز طبیعی و گازوئیل است که جهت ذخیره‌سازی گازوئیل، دارای ۲ مخزن ۳ میلیون لیتری است.
۲ واحد این نیروگاه در سال ۱۳۵۵ و ۲ واحد دیگر در سال ۱۳۵۷  نصب و راه‌اندازی شدند. این نیروگاه از طریق پست ۶۳ کیلوولت شمال یزد به شبکه سراسری متصل‌اند.